# Franz Trinks

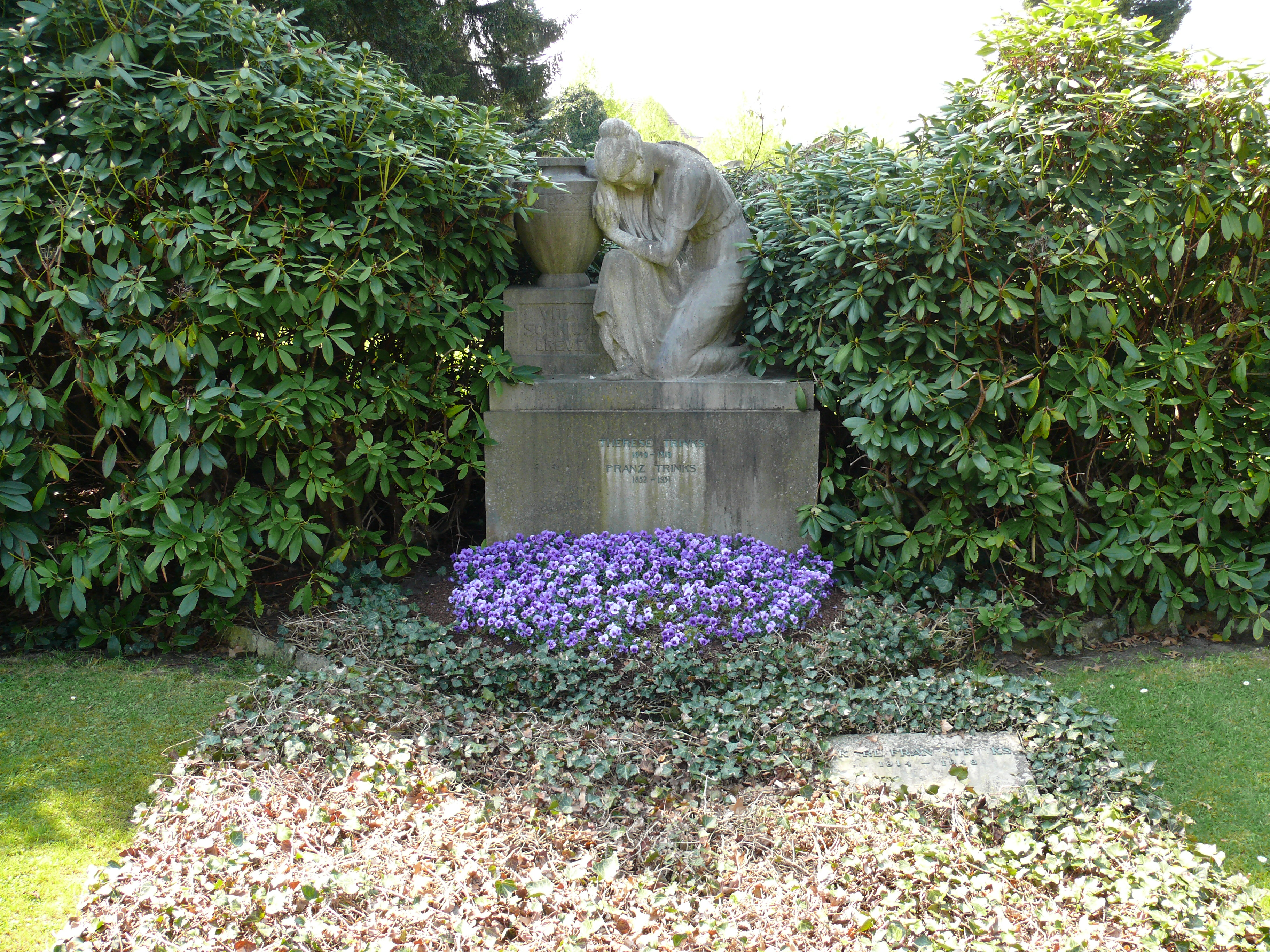
Grabstätte auf dem Hauptfriedhof Braunschweig

Franz Trinks (* 19. Juni 1852 in Helmstedt; † 2. Oktober 1931 in Braunschweig) war der Erfinder der „Trinks-Arithmotyp“, der ersten schreibenden Rechenmaschine der Welt.

## Leben
Während seines Studiums wurde Trinks Mitglied des Corps Alemannia Hannover. Am 1. August 1883 trat der Ingenieur Franz Trinks in die Braunschweiger Firma Grimme, Natalis & Co (GNC) als Betriebsdirektor ein, die zu dieser Zeit noch eine Nähmaschinenfabrik war. Acht Monate später, am 1. April 1884 wurde er neben Albert Natalis persönlich haftender Gesellschafter. Trinks entschied sich im Jahr 1892 für die Aufnahme der Rechenmaschinen-Produktion nach dem Vorbild einer von Willgodt Theophil Odhner neu entwickelten Rechenmaschine aus St. Petersburg (Lizenznahme). Seine überragende Leistung besteht in der unermüdlichen Weiterentwicklung dieser Sprossenradmaschine, damit sie absolut sicher rechnete, jahrelang ihren Dienst versehen konnte und für jedermann zu bedienen war. Als Direktor von „Grimme, Natalis & Co“ bahnte er der „Brunsviga-“Rechenmaschine durch kluge Werbe-Strategien den Weg und baute ein weltweites Vertriebsnetz auf. Trinks Erfindungsreichtum wird in mehr als 250 Patenten (in Deutschland, Österreich, Schweiz, Großbritannien, USA, Dänemark, Frankreich) dokumentiert. Spektakulär war beispielsweise die „Trinks-Arithmotyp“, die als erste druckende Rechenmaschine der Welt gilt. Ein wirtschaftlicher Erfolg war dieses Modell allerdings nicht, denn es gab um 1910 herum noch zu wenig Nachfrage für eine rechnende und druckende Maschine, die 1215 Mark kostete. Brunsviga wurde bald zur größten europäischen Rechenmaschinenfabrik. Im Jahre 1926 ging Trinks in den Ruhestand.
Franz Trinks gehörte dem Verein Deutscher Ingenieure (VDI) und dem Braunschweiger Bezirksverein des VDI an. Er war ebenfalls Mitglied im Verband Deutscher Diplom-Ingenieure (VDDI).

## Ehrungen
Er wurde 1910 mit dem Ritterkreuz II. Klasse des Ordens Heinrichs des Löwen geehrt. 1922 wurde Franz Trinks von der TH Braunschweig zum Doktor ehrenhalber (Dr.-Ing. E. h.) ernannt. Nach ihm wurde die Franz-Trinks-Straße in Braunschweig benannt.